# Route 256 (Nouvelle-Écosse)
Pour les articles homonymes, voir Route 256.
La route 256 est une route secondaire de la Nouvelle-Écosse d'orientation ouest-est située dans le nord de la province, au sud-est de Tatamagouche et à l'ouest de Pictou. Elle est une route faiblement empruntée. De plus, elle mesure 49 kilomètres, et est une route asphaltée sur l'entièreté de son tracé.

## Tracé
La route 256 débute à West New Annan, sur la route 246. Elle se dirige vers le sud pour moins d'un kilomètre avant de tourner vers l'est pour suivre la rivière French. Elle rejoint ensuite la ville nommée The Falls, où elle croise la route 311, puis elle continue sa route vers l'est pendant 8 kilomètres. À East Earltown, elle bifurque vers le sud pour former un multiplex d'un kilomètre avec la route 326. Elle continue par la suite de se diriger vers l'est en étant nommée le chemin Scotsburn. Elle traverse ensuite la ville du même nom, puis elle se termine à Lyons Brook, sur la route 376, en direction de Pictou.

## Communautés traversées
1. West New Annan
2. Central New Annan
3. The Falls
4. Balmoral Mills
5. East Earltown
6. MacBains Corner
7. College Grant
8. West Branch River John
9. Plainfield
10. Scotsburn
11. Hardwood Hill
12. Lyons Brook